# La cosa més dolça
La cosa més dolça (títol original: The Sweetest Thing) és una pel·lícula estatunidenca de 2002 protagonitzada per Cameron Diaz, Christina Applegate, Selma Blair i Thomas Jane. Té una duració aproximada de 84 minuts, fou dirigida per Roger Kumble i el guió fou de Nancy Pimental. Ha estat doblada al català

## Argument
Christina Walters vol trobar l'amor de la seva vida. Està cansada de coquetejar amb homes dels quals després no vol saber res. Una de les seves nits de festa, coneix al seu príncep blau, però desapareixerà ràpidament i ella es quedarà sense saber res d'ell, només que el seu germà contraurà matrimoni a un petit poble.
Amb l'ajuda de les seves dues amigues, la protagonista es llançarà a buscar-lo. Durant el viatge, apareixeran antics amors, records i una altra sèrie d'obstacles que acompanyaran a les tres joves. Per sorpresa, Christina descobreix que el seu príncep blau és en realitat el nuvi de la boda.

## Repartiment
- Cameron Diaz: Christina Walters
- Christina Applegate: Courtney Rockcliffe
- Selma Blair: Jane Burns
- Thomas Jane: Peter Donahue
- Jason Bateman: Roger Donahue
- Parker Posey: Judy Webb
- Eddie McClintock: Michael

## Al voltant de la pel·lícula
- La pel·lícula utilitza principalment física i acudits com a font d'humor.
- Una escena memorable és un número musical en un restaurant protagonitzat pels personatges principals.
- La pel·lícula obtingué un gran èxit als EUA amb xifres brutals com 24.718.164 dòlars dels 43,000.000 que utilitzaren de pressupost de producció. A la taquilla internacional la xifra fou de 43.978.606 d'USD.[3]

## Rebuda
- "La pel·lícula no és ni bona ni dolenta però, en la seva intel·ligent barreja de fantasia de nois i fantasia de noies, és extremadament intel·ligent. Quant a la princesa Diaz, no hi ha força a la terra capaç de parar-la."[4]
- "Una estranya barreja de gèneres que simplement no funciona."[5]